# 10692 Opeil
10692 Opeil è un asteroide della fascia principale. Scoperto nel 1981, presenta un'orbita caratterizzata da un semiasse maggiore pari a 2,3241147 UA e da un'eccentricità di 0,1482218, inclinata di 4,95234° rispetto all'eclittica.